# Kızıltuğ
Pour plus de détails, voir Fiche technique et Distribution.
Kızıltuğ (titre original : Kızıltuğ) est un film turc réalisé par Aydın Arakon (tr) en 1952.
Ce film en noir et blanc s'inspire d'un roman historique d'Abdullah Ziya Kozanoğlu (tr), Kızıltuğ, paru en 1927.

## Fiche technique
- Titre original : Kızıltuğ
- Pays d'origine :  Turquie
- Année : 1952
- Réalisation : Aydın Arakon (tr)
- Scénario : Aydin Arakon
- Photographie : İlhan Arakon (tr)
- Musique : Orhan Barlas
- Société de production : Atlas Film
- Société de distribution : Onar Films
- Langue : turc
- Format : Noir et blanc
- Genre : Aventure – Drame historique
- Durée : 75 minutes
- Dates de sortie :
  -  Turquie : 18 décembre 1952
- Autres titres connus :
  -  Turquie : Kızıltuğ - Cengiz Han
  -  États-Unis : Red Plume - Genghis Khan (titre international)
  -  États-Unis : The Red Plume (titre international)

## Distribution
- Turan Seyfioğlu : Otsukarcı (Otsukarci)
- Mesiha Yelda : Sabiha Sultan
- Cahit Irgat : Cengiz Han (Genghis Khan)
- Müfit Kiper :	Ömer Hayyam
- Nebile Teker : Türkan Sultan
- Atıf Kaptan : Şeyhülcebel Hasan Sabbah
- Mücap Ofluoğlu : Ömer
- Nubar Terziyan : Mervan
- Eşref Vural : Pars Parçalayan Celme
- Vedat Örfi Bengü : Mehmet Töküş
- Ahmet Üstel :	Seslendirme
- Ferhan Tanseli : Celalettin
- Nergis Mogol : Dansöz
- Arif Eriş
- İhsan Özokur
- Selahattin Tükenmez
- Hasan Ceylan